# James Anthony Brown
Pour les articles homonymes, voir Brown.
Cet article possède un paronyme, voir James Brown.
Pour les articles ayant des titres homophones, voir Tony Brown et Tony Brown (footballeur).
James Anthony « Tony » Brown, né le 5 janvier 1950, MHK, OBE, est le ministre principal (en anglais Chief Minister, en mannois Ard-choylargh) du gouvernement de l’île de Man de 2006 à 2011, ayant succédé à Donald Gelling en 2006. Le 25 juillet 2011, il annonce son retrait des affaires politiques de l'île et renonce à se présenter aux élections générales de septembre 2011. Allan Bell lui a succédé.
Devenu membre de la House of Keys aux alentours de 25 ans, il est le représentant politique de Castletown, paroisse administrative de l'île de Man. Il est aussi le porte-parole de cette chambre de 2001 à 2006.

## Biographie

### Ministre en chef (2006-2011)
Le 14 décembre 2006, Tony Brown est élu Ministre en chef de l'île de Man par le Tynwald. Jusqu'alors plus ancien membre de la House of Keys, il est élu après deux tours préliminaires de nomination à l'issue desquels il ressort comme unique candidat.
En 2011, il se retire de la vie politique. En juin 2013, il est élevé au grade d'officier de l'Ordre de l'Empire britannique (OBE).